# SOS Amitié
SOS Amitié est une fédération française d'associations loi de 1901, reconnue d'utilité publique. Elle propose une écoute anonyme et confidentielle, accessible 24 heures sur 24, 7 jours sur 7, à toute personne en détresse psychologique. Son objectif principal est de contribuer à la prévention en santé mentale et à celle du suicide.

## Histoire
L'inspiration initiale de SOS Amitié vient d'Angleterre. En 1953, le Révérend Chad Varah publie une petite annonce dans The Times : « Avant de vous suicider, appelez-moi à M.A.N. 90.00 ». Il avait été révolté par le suicide d'une adolescente, persuadée à tort d'avoir une infection sexuellement transmissible. Cette initiative donne naissance à The Samaritans, et est reprise dans plusieurs ville d'Europe, puis au-delà. 
En 1960, à Boulogne-Billancourt, naît la première association SOS Amitié, fondée par le pasteur Jean Casalis avec Louisette son épouse, avec le soutien d'un mécène, Georges Lillaz. Face à une détresse psychosociale encore taboue, ils considèrent que la démocratisation du téléphone peut être un recours de première urgence. Ils deviennent les premiers écoutants et reçoivent 7 500 appels la première année. Reconnue d'utilité publique en 1967, l'association se développe ensuite sur tout le territoire.En 1970, le réseau choisit la laïcité comme principe fondateur. 
Cette innovation sociale, diffusée pour la première fois en France par SOS Amitié, d'une aide à distance par le téléphone, est reproduite ensuite par de nombreux services d'écoute, tantôt généralistes, tantôt spécialisés vers un public particulier. Les uns sont assurés par des bénévoles (comme à SOS Amitié), d'autres par des professionnels. On trouve aujourd'hui des lignes d'appel à visée lucrative qui font payer le temps de communication aux personnes qui les appellent.

## Fonctionnement
La fédération regroupe 44 associations locales qui gèrent 64 postes d'écoute répartis sur l'ensemble du territoire métropolitain, dont 8 en région Île-de-France. 
SOS Amitié repose sur la participation de plus de 2 200 bénévoles, dont plus de 2 000 écoutantes et écoutants formés spécifiquement à l'écoute selon la charte éthique de l'association. Ces bénévoles, non professionnels, assurent une permanence d'écoute 24 heures sur 24 et 365 jours par an. Leur formation doit garantir un accompagnement respectueux, confidentiel et adapté aux personnes en détresse psychologique. Le besoin d'écoutantes et d'écoutants est permanent : malgré plus de 3,7 millions d'appels reçus chaque année (soit environ 10 000 appels par jour), seulement 16 % des appels peuvent être pris en charge, soit environ 600 000 personnes aidées annuellement. 
Le service est gratuit, anonyme, confidentiel, et le dialogue se veut non directif, favorisant un espace d'écoute sans jugement. L'association est indépendante de tout mouvement politique ou spirituel. Elle fonctionne grâce aux subventions publiques, aux dons des personnes physiques ou morales, ainsi qu'au mécénat.
Depuis 2009, SOS Amitié propose également un service d'écoute sur Internet, disponible chaque jour, en complément de l'écoute téléphonique. Il prend deux formes :
- Un tchat anonyme (messagerie instantanée), ouvert à horaires fixes, entre 13 heures et 3 heures.
- Une messagerie différée, avec une réponse personnalisée sous 24 à 48h.  Ce service est particulièrement utilisé par les plus jeunes, les personnes anxieuses ou celles en difficulté pour parler de vive voix.

## Partenariats et reconnaissances officielles
L'association bénéficie du label PADS (Prévention et aide à distance en santé), attribué dans le cadre du programme national initié en 2011 par l'Institut national de prévention et d'éducation pour la santé (INPES), aujourd'hui intégré à Santé publique France. 
En septembre 2023, SOS Amitié signe avec d'autres lignes d'écoute une charte de valeurs communes officialisant les liens avec le 3114, Numéro national de prévention du suicide. Il renforce la coordination entre les dispositifs d'écoute, afin d'assurer une meilleure réponse aux situations de détresse, que ce soit par téléphone, en ligne ou à travers des actions de terrain.
L'association est également membre de plusieurs instances de réflexion et de coordination, telles que l'Observatoire national du suicide (ONS) ou le groupe « prévention du suicide » du Conseil national de la santé mentale. Elle participe à l'élaboration des politiques publiques liées à la santé mentale et à la prévention.
Au niveau institutionnel, SOS Amitié est engagée au sein de réseaux associatifs : elle est membre de l'Union nationale de prévention du suicide (UNPS), de la Fédération française pour les liens sociaux (FFLS) — fondée en 2024 — ainsi que de l'International Federation of Telephone Emergency Services (IFOTES), qu'elle a cofondée en 1967.  
SOS Amitié porte en 2023, au nom d'un collectif, la proposition de faire du lien social la Grande Cause nationale pour 2025. Si le gouvernement choisit finalement de consacrer cette grande cause à la santé mentale, l'association s'y retrouve : le lien social est en effet au cœur de chaque appel reçu et constitue un facteur essentiel d'équilibre personnel pour de nombreuses personnes en souffrance.

## Culture populaire
Le film Le Père Noël est une ordure (1982), adaptation d'une pièce de théâtre du Splendid, met en scène une permanence téléphonique de soutien psychologique. Le titre et certains éléments de décor évoquent de façon caricaturale une structure inspirée de SOS Amitié.
L'association exprime ses réserves face à cette représentation, qui ne reflète ni ses valeurs ni son fonctionnement réel.